# We Don't Need to Whisper
Albums de Angels & Airwaves
I-Empire
(2007)
Singles
1. The Adventure
Sortie : 18 mai 2006
2. It Hurts
Sortie : 24 juillet 2006
3. Do It for Me Now
Sortie : 24 juillet 2006
4. The War
Sortie : 27 octobre 2006

We Don't Need to Whisper est le premier album studio du groupe californien Angels & Airwaves. Il est sorti le 20 mai 2006.
L'album a commencé à être écrit en 2004 lors de sessions d'enregistrements pendant une tournée de Blink-182, groupe dans lequel évoluait alors le guitariste et chanteur Tom DeLonge. Après la séparation de Blink-182 en février 2005, Tom DeLonge a utilisé certaines démos issues de ces sessions pour commencer à composer We Don't Need to Whisper. Mark Hoppus, bassiste de Blink-182, a annoncé en 2004 qu'il y avait quelques chansons sympas qui naissaient dans ces coulisses. Après le départ de Tom, notre ancien manager nous a appelé et nous a dit qu'il allait prendre quelques idées qui avaient émergées sur la tournée et les réenregistrer pour le nouveau groupe de Tom. Quand l'enregistrement des Angels and Airwaves est sorti, j'étais réellement impatient d'entendre ce qu'étaient devenues ces idées. Il y avait de bons débuts sur ces démos. J'étais vraiment déçu de ce qu'elles étaient devenues, et ce pour les mêmes raisons que j'ai évoqué précédemment. Je pensais qu'elles auraient pu faire de bonnes chansons de blink-182, mais quelque chose a été perdu dans ces versions". En juin 2007, l'album s'était écoulé dans le monde à plus de 800 000 exemplaires.

## Accueil

### Classements
| Classement                    | Meilleure position |
| ----------------------------- | ------------------ |
| Allemagne (Media Control AG)  | 18                 |
| Australie (ARIA)              | 8                  |
| Autriche (Ö3 Austria Top 40)  | 30                 |
| Canada (Canadian Albums)      | 3                  |
| États-Unis (Billboard 200)    | 4                  |
| France (SNEP)                 | 82                 |
| Irlande (IRMA)                | 23                 |
| Japon (Oricon)                | 45                 |
| Nouvelle-Zélande (RIANZ)      | 29                 |
| Pays-Bas (Mega Album Top 100) | 62                 |
| Royaume-Uni (UK Albums Chart) | 6                  |

## Fiche technique

### Liste des chansons
Toutes les chansons sont écrites et composées par Angels & Airwaves.
| We Don't Need to Whisper | We Don't Need to Whisper | We Don't Need to Whisper | We Don't Need to Whisper | We Don't Need to Whisper | We Don't Need to Whisper | We Don't Need to Whisper | We Don't Need to Whisper | We Don't Need to Whisper | We Don't Need to Whisper |
| No                       | Titre                    | Durée                    |                          |                          |                          |                          |                          |                          |                          |
| ------------------------ | ------------------------ | ------------------------ | ------------------------ | ------------------------ | ------------------------ | ------------------------ | ------------------------ | ------------------------ | ------------------------ |
| 1.                       | Valkyrie Missile         | 6:39                     |                          |                          |                          |                          |                          |                          |                          |
| 2.                       | Distraction              | 5:36                     |                          |                          |                          |                          |                          |                          |                          |
| 3.                       | Do It for Me Now         | 4:33                     |                          |                          |                          |                          |                          |                          |                          |
| 4.                       | The Adventure            | 5:12                     |                          |                          |                          |                          |                          |                          |                          |
| 5.                       | A Little's Enough        | 4:45                     |                          |                          |                          |                          |                          |                          |                          |
| 6.                       | The War                  | 5:07                     |                          |                          |                          |                          |                          |                          |                          |
| 7.                       | The Gift                 | 5:02                     |                          |                          |                          |                          |                          |                          |                          |
| 8.                       | It Hurts                 | 4:14                     |                          |                          |                          |                          |                          |                          |                          |
| 9.                       | Good Day                 | 4:30                     |                          |                          |                          |                          |                          |                          |                          |
| 10.                      | Start the Machine        | 4:11                     |                          |                          |                          |                          |                          |                          |                          |
| 49:48                    |                          |                          |                          |                          |                          |                          |                          |                          |                          |

Pistes bonus version britannique
1. The Machine – 3:42
2. Do It for Me Now  (Live à FUSE 7th Ave. Drop)  – 4:39

Piste bonus version internationale
1. Do It for Me Now  (Live à FUSE 7th Ave. Drop)  – 4:39

Piste bonus téléchargement iTunes
1. The Adventure  (Live à Whispers Studio)  – 6:07

Piste bonus Wal-Mart
1. It Hurts  (Live à FUSE 7th Ave. Drop)  – 4:21

### Crédits
- Tom DeLonge - Guitare, chant
- David Kennedy - Guitare
- Ryan Sinn - Basse, chant
- Atom Willard - Batterie